# Луи II де При
Луи II де При (фр. Louis II de Prie; 9 марта 1673 — 8 мая 1751, Версаль), маркиз де План — французский государственный и военный деятель.

## Биография
Сын Эмара-Анри де При, сеньора де Плана, и Жаклин де Серр.
В 1693 году поступил на службу в 1-ю роту мушкетеров короля. Капитан в драгунском полку Мортена (16.05.1694), участвовал в осадах Жироны и Остальрика, в 1696 году в осаде Валенцы, в 1697-м Ата.
Адъютант лагерей и армий короля (29.04.1702), исполнял эту должность в том же году при герцоге Бургундском в бою под Нимвегеном и при осаде Брайзаха в 1703-м.
В 1704 году также был адъютантом принца, 20 апреля стал кампмейстером драгунского полка Королевы, позднее расформированного.
Был взят в плен во Втором Гохштедтском сражении и отправлен в Англию, где пробыл четыре года. Был временно отпущен королевой Анной, и 31 января 1709 обменян на графа де Рибейру.
В 1710 году командовал драгунской бригадой во Фландрской армии, наблюдал за арьергардом противника, участвовал в атаке кампволанта противника, который был разбит под Дуэ, где под де При была убита лошадь.
Затем был полковником драгунского полка в Савойе, куда был направлен под командование маршала Бервика, и где закончил кампанию.
8 марта 1712 был крестным отцом герцога Анжуйского, будущего короля Людовика XV. Крестной матерью была его кузина герцогиня де Лаферте.
Служил в Савойе до заключения мира. В 1713 году в начале кампании командовал четырьмя драгунскими полками у маркиза д’Асфельда, бригадой драгун при осаде Фрайбурга.
В том же году был направлен чрезвычайным послом к королю Сицилии, следовал с ним в Турин, где оставался до 1719 года.
2 января был зачислен в штат людей, которым было поручено обучение юного короля. 1 февраля произведен в бригадиры.
В 1722 году участвовал в коронации, как один из четырех заложников Святой стеклянницы. 28 октября назначен губернатором Бурбон-Ланси.
В феврале 1724 земли и сеньории План и Курбепин в Нормандии были возведены в ранг маркизата под именем План. 3 июня был пожалован в рыцари орденов короля.
В начале 1725 года стал генеральным наместником Нижнего Лангедока.
Умер в Версальском дворце, где находились его апартаменты.

## Семья
1-я жена (контракт 27.12.1713): Аньес Бертело (1698—7.10.1727), дочь Этьена Бертело, сеньора де Пленёф, генерального директора артиллерии Франции, и Анн Риу де Дуйи. Придворная дама королевы (1725)
Дети:
- Луи III (23.02.1720—1730), крешен в замке Тюильри 13.06, восприемниками при крещении были король и герцогиня де Вантадур
- Мари-Виктуар (29.04.1717, Турин — 3.08.1739). Крещена 15.03.1718, восприемниками при крещении были король Сардинии и Мадам Руайяль. Муж (21.12.1732): герцог Луи-Шарль д’Отён, сын герцога де Таллара

2-я жена (9.06.1744): Анн де Бьодо, дочь Жана III де Бьодо, маркиза де Кастежа, губернатора Туля, и Мари Мидо